# Hasan Turkmani
Hasan Turkmani (arabisch حسن توركماني, DMG Ḥasan Tūrkmānī) (* 1. Januar 1935 in Aleppo; † 18. Juli 2012 in Damaskus) war ein syrischer Politiker.

## Leben
Turkmani wuchs in einer sunnitischen Familie in Aleppo auf. In jungen Jahren trat er der Syrischen Volksarmee bei. Vom 12. Mai 2004 bis zum 3. Juni 2009 war er als Nachfolger von Mustafa Tlass Verteidigungsminister von Syrien. Sein Nachfolger in diesem Amt wurde Ali Habib Mahmud. Turkmani starb an den Folgen eines Anschlages vom 20. Mai 2012 am 18. Juli desselben Jahres in Damaskus. Er erhielt ein Staatsbegräbnis.